# ファスケス

古代ローマのファスケス

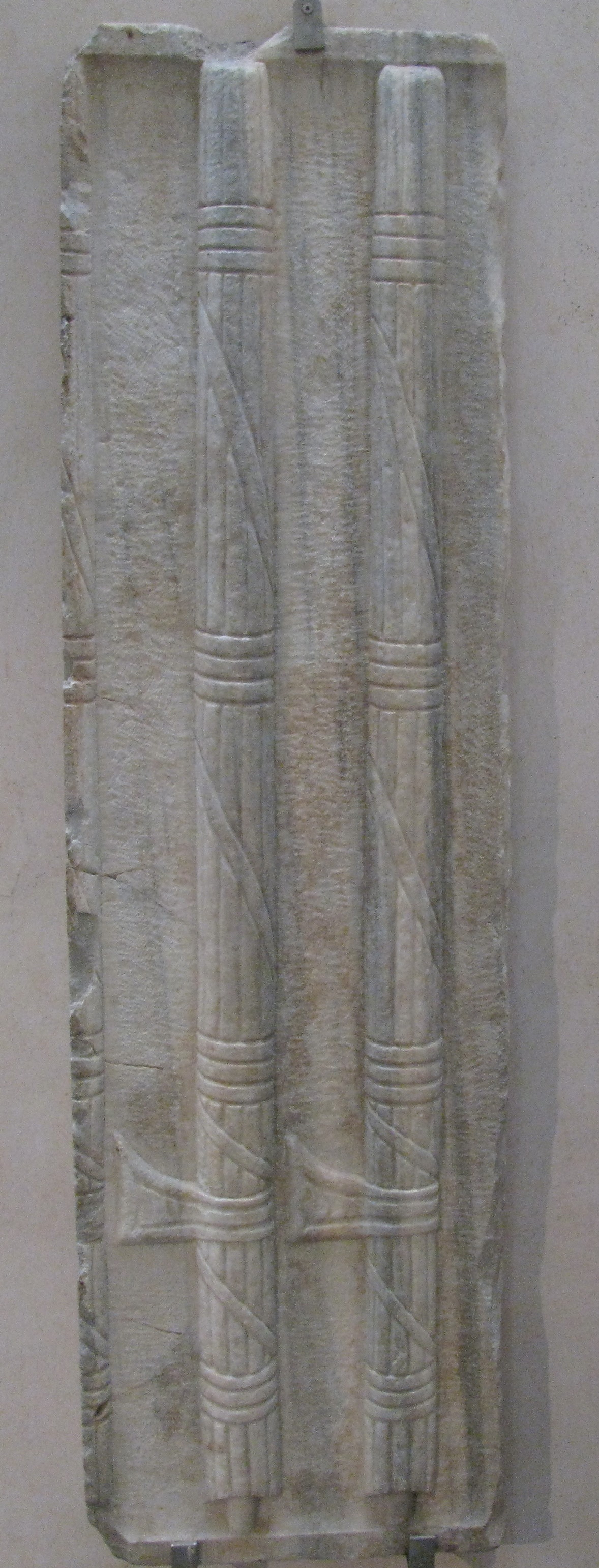
2本のファスケスを描いた高さ1.5mのレリーフ。ディオクレティアヌス浴場のローマ国立博物館所蔵

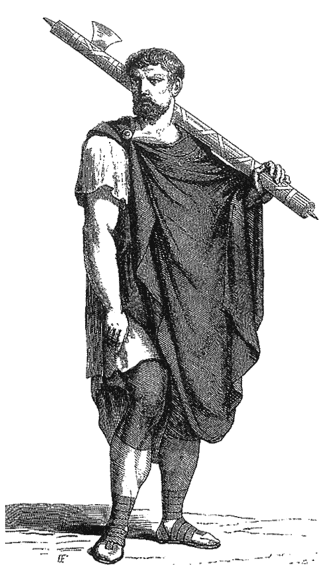
リクトル

ファスケス（fasces、ファスケース）は、「束」を意味するラテン語の名詞ファスキス (fascis) の複数形で、通常は斧の周りに木の束を結びつけたものを指す。
古代ローマで高位公職者の周囲に付き従ったリクトルが捧げ持った権威の標章として使用され、20世紀にファシズムの語源ともなった。日本語では儀鉞（ぎえつ）や権標、木の棒を束ねていることから束桿（そっかん）などと訳される。

## 概要
ファスケスは斧の周囲に十数本から数十本の棒を配し、皮の紐で束ねたものである。王政後期にエトルリアからもたらされたものとされ、王の権威の象徴であった。共和政に移ると王の権限に由来するインペリウムの象徴とされ、インペリウムを保持する高位公職者である独裁官、執政官、法務官などの周囲にファスケスを持つリクトルが配された。
ファスケスの意味するところは、権力と求心力の象徴としての斧、その周囲に団結する人々であるといわれる。刑罰のための斧と鞭が「懲罰権」を象徴するとの説もあるが、実際に戦闘や処刑に使うことを目的とするものではなく、専ら権威をあらわすために用いられた。共和政期に入ってからは原則として、ローマの市内 (市内と外部を隔てるポメリウムの内側) では斧は取り外され、棒の束として使用された。またコンスルの葬儀の際にはファスケスは逆さまで捧げ持たれた。

## 意匠としての使用例
ローマ以降には、ファスケスのデザインが力や正義、結束や団結、共和制などの象徴として、各国の政府や団体に用いられた。特に20世紀にファシズムの語源ともなり、そのシンボルとしても使用された。
現在でも見られるものにはアメリカ合衆国下院本会議場、リンカーン記念館の装飾やリンカーン像、フランス領事団が用いる紋章、エクアドルの国章などがある。

### アメリカ合衆国

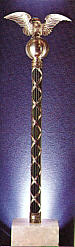
アメリカ合衆国議会のシンボルのメイス（杖部分がファスケスの形状）
アメリカ合衆国上院の紋章（下部にクロスしたファスケス）
アメリカ合衆国連邦裁判所事務局の紋章
アメリカ合衆国州兵局の紋章
アメリカ陸軍 第18憲兵旅団(en)の紋章
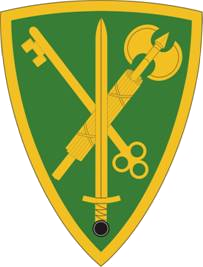
アメリカ陸軍 第42憲兵旅団(en)の紋章
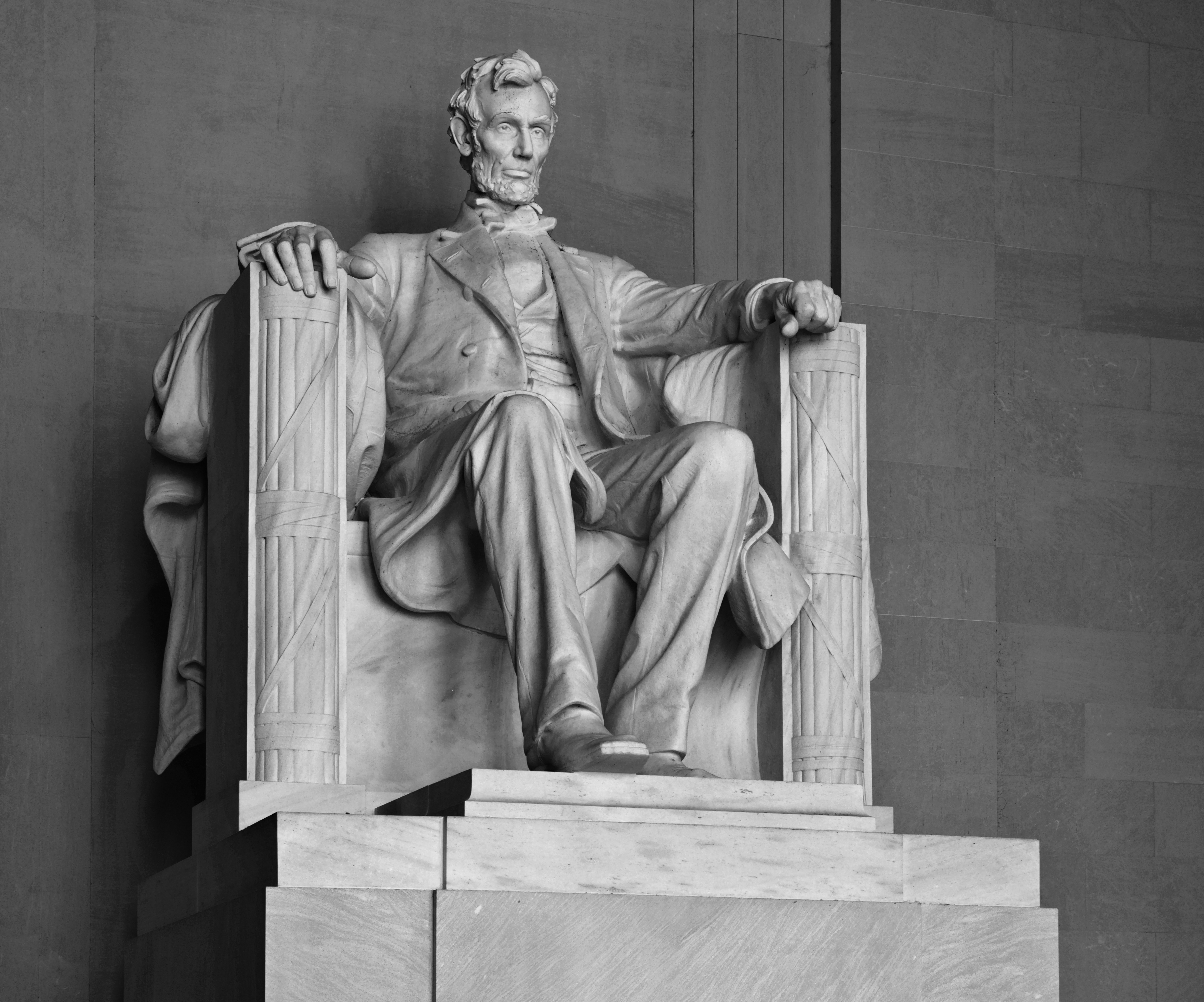
リンカーン記念館のリンカーン像（椅子のアーム部分がファスケスの形状）
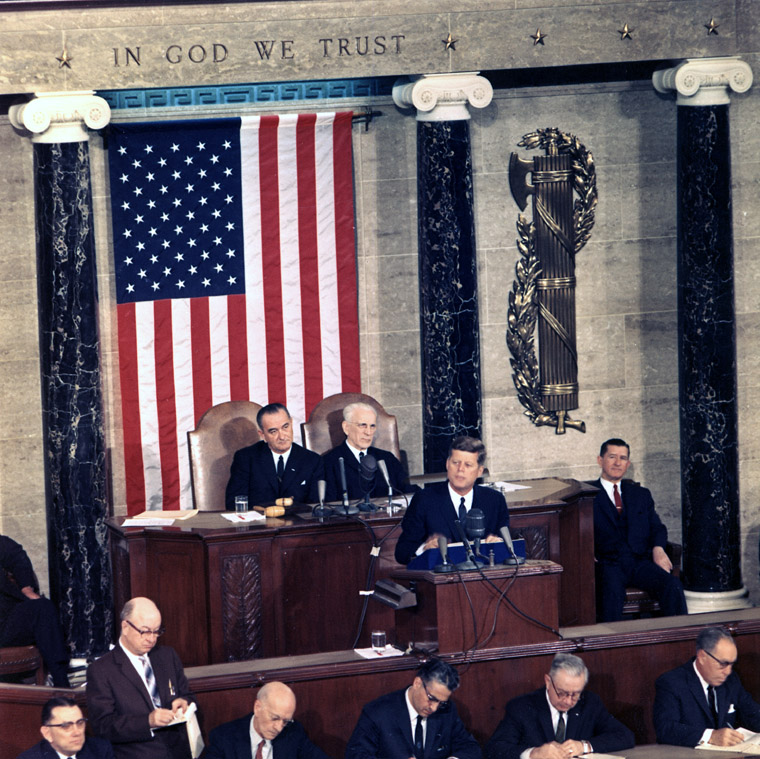
1963年の一般教書演説を行うケネディ（国旗の右側にファスケスのレリーフ）
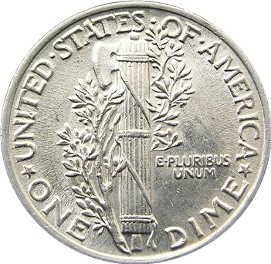
10セント硬貨 (アメリカ合衆国)(1916–1945年)の裏側

### その他の使用例

フランスの非公式な国章(1953年-)
フランス ジュール・マザランの紋章(1602-1661年)
フランス ヴィルジュイフの紋章
ドイツ レガルの紋章
スイス ザンクト・ガレン州の紋章(1803-)
ノルウェー警察の紋章
エクアドルの国旗
エクアドルの国章
カメルーンの国章
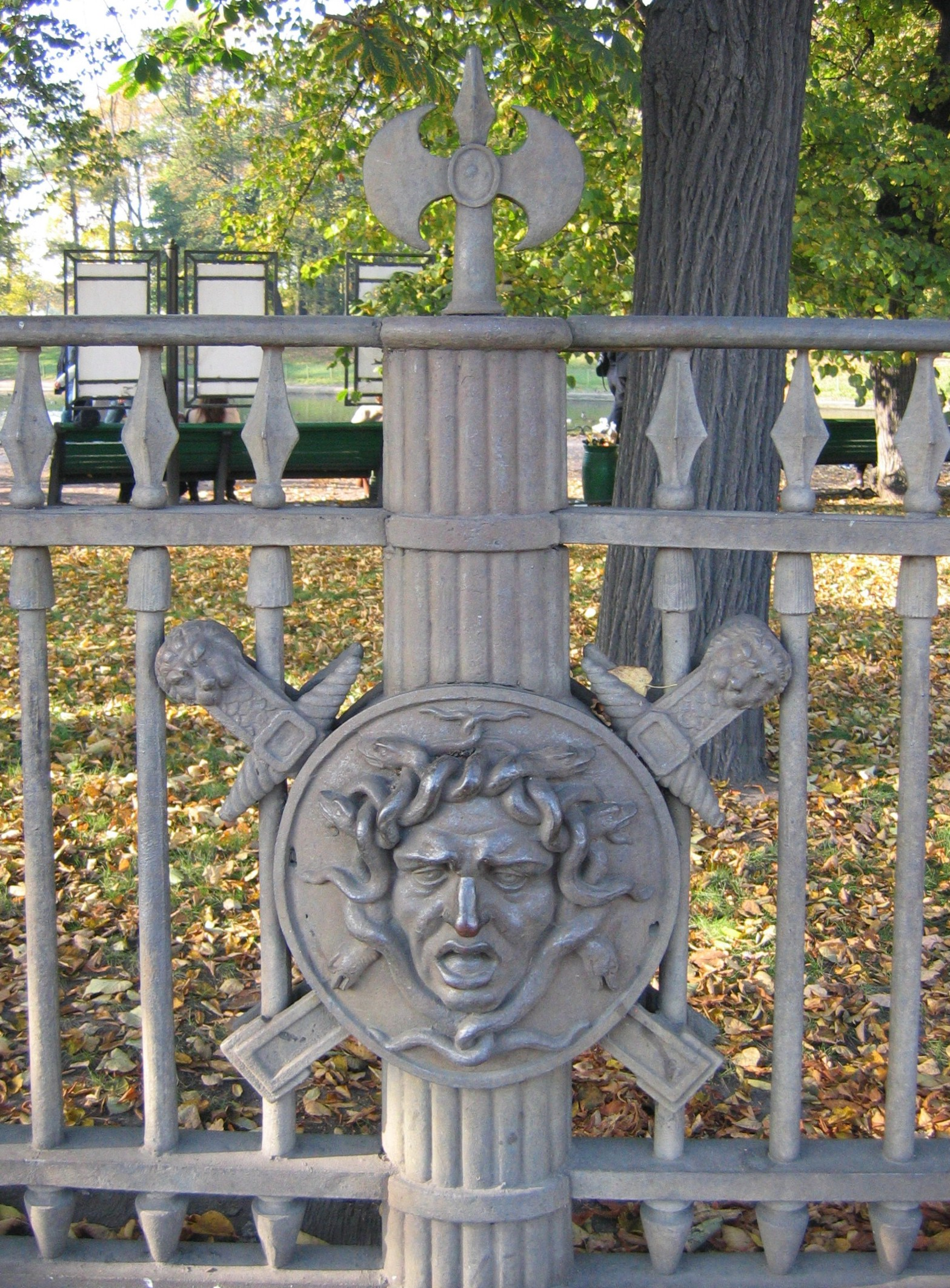
サンクトペテルブルクの公園のフェンス
スペイン 治安警備隊の紋章
ルーマニア 国家警察（ルーマニア語版、英語版）の紋章

## ファシズムによる使用
ファスケスのイタリア語読みである「ファッショ」(fascio)の複数形である「ファッシ」(fasci)は、団結を意味する言葉としてイタリアの政治的団体に用いられるようになった。1919年にベニート・ムッソリーニは、国粋主義団体「イタリア戦闘者ファッシ」(Fasci Italiani di Combattimento) を結成する際、この語を用いた。その後、1921年には「イタリア戦闘者ファッシ」は「ファシスト党」(Partito Nazionale Fascista) へと改組された。ムッソリーニは党の行動原則としてファッシを語源とするファシズム(Fascism)を提唱し、ファスケスを党の象徴として、党旗のデザインやパレードの装飾として用いた。
しかし同様に全体主義国家のシンボルとして用いられたハーケンクロイツと異なり、象徴としてのファスケス使用の禁止・表現の自粛などの強い動きは起こっていない。従来から伝統的にファスケスを用いてきた団体などは継続して意匠として用いている。

ファシスト党党章
ファシスト党党旗
ファシスト党政権下イタリア王国の国籍標識
ファシスト党政権下イタリア王国の国籍標識（胴体側面用）
イタリア社会共和国国籍標識
イタリア王国の国章
イタリア社会共和国の国章
イタリア社会共和国の軍隊用旗
イタリア統治時代のアルバニア王国旗
イタリア統治時代のアルバニアの国旗（1939年 - 1943年）
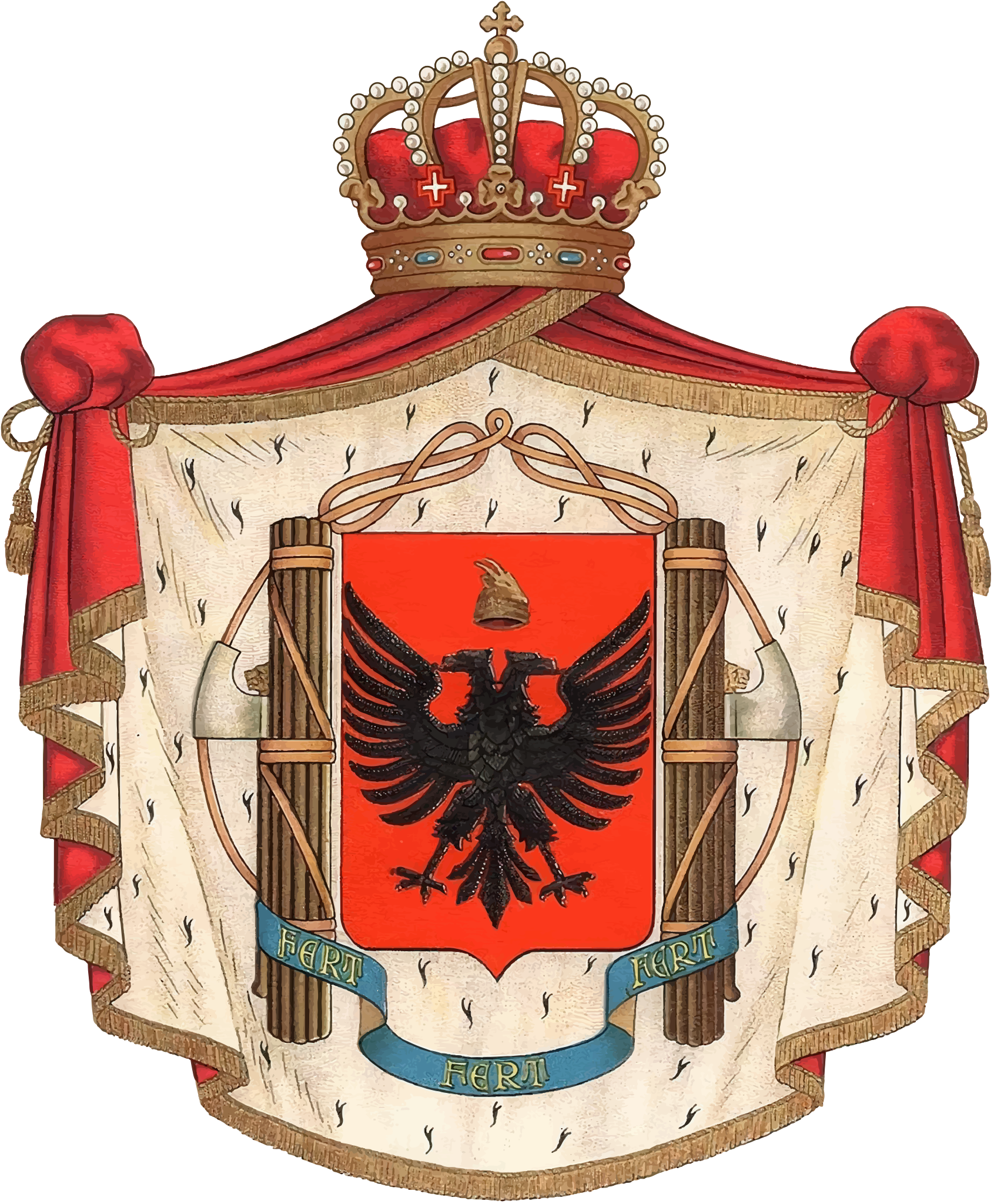
イタリア統治時代のアルバニアの国章 (1939 - 1943)
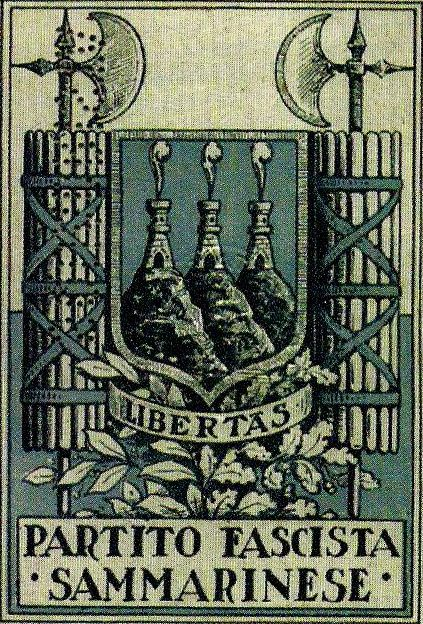
サンマリノファシスト党の党章
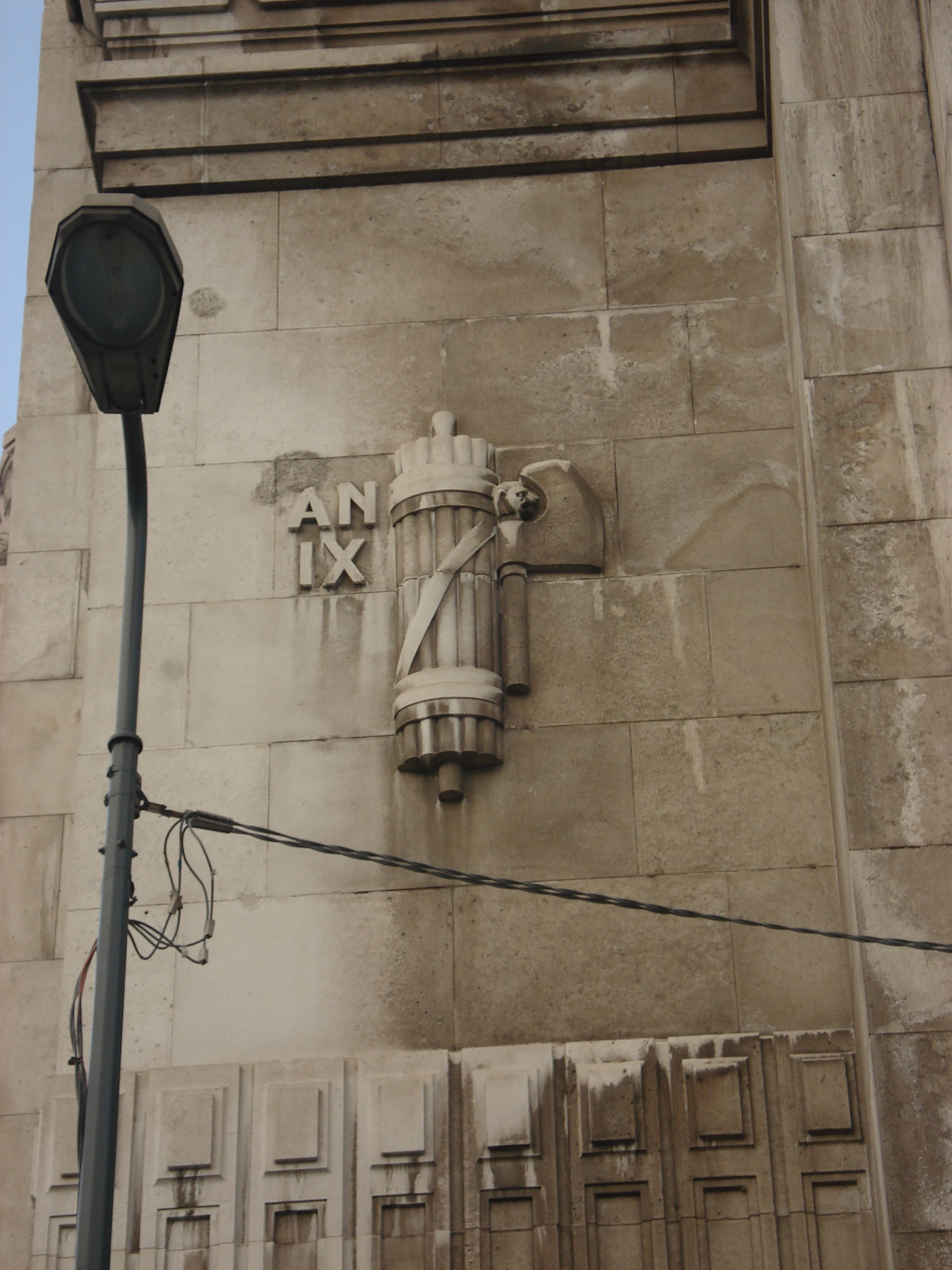
ミラノ中央駅に残るファシスト党結成9周年を記念したレリーフ